# Tabaré Vázquez
Tabaré Ramón Vázquez Rosas (Montevideo, 17 januari 1940 – aldaar, 6 december 2020) was een Uruguayaans politicus namens het linkse Frente Amplio (Breed Front). Hij diende tweemaal als president van Uruguay: tussen 2005 en 2010 (eerste termijn) en tussen 2015 en 2020 (tweede termijn).

## Loopbaan
Vázquez werd geboren in de hoofdstad Montevideo en studeerde medicijnen aan de Universidad de la República. Hij specialiseerde zich in de oncologie.

### Burgemeesterschap
Van 1990 tot 1995 was hij burgemeester van Montevideo, de eerste die lid was van het Breed Front. In 1994 stelde hij zich verkiesbaar voor het presidentschap, maar dat leverde hem weinig succes op: hij kreeg slechts 30,6% van de stemmen. In 1996 werd hij gekozen als de nieuwe leider van Frente Amplio. Bij de presidentsverkiezingen van 1999 stelde hij zich opnieuw verkiesbaar, maar ook toen slaagde hij er niet in om tot president te worden gekozen. Hij kreeg 45,9% van de stemmen en verloor van Jorge Batlle.

### Presidentschap

#### Eerste termijn
In 2004 stelde Vázquez zich voor de derde keer verkiesbaar voor het presidentschap. Ditmaal wist hij de verkiezingen, die plaatsvonden op 31 oktober 2004, wel te winnen. Hij kreeg 51,7% van de stemmen. Op 1 maart 2005 werd hij geïnaugureerd, als de eerste linkse president van het land. Zijn politieke aanhangers behaalden eveneens de meerderheid in het Uruguayaanse parlement, waardoor hij zonder al te veel moeite zijn beleid kon uitvoeren. Vázquez kreeg tevens de steun van de toenmalige en eveneens linkse president van Brazilië, Luiz Inácio Lula da Silva.
Aangezien een president volgens de Uruguayaanse grondwet geen twee opeenvolgende termijnen mag regeren, nam Vázquez niet deel aan de presidentsverkiezingen van 2009. In 2010 werd hij opgevolgd door zijn partijgenoot José Mujica.

#### Tweede termijn
Vázquez won de presidentsverkiezingen in 2014 en op 1 maart 2015 werd hij wederom president. Hij kreeg ruim 53% van de stemmen, terwijl zijn tegenkandidaat Luis Alberto Lacalle Pou van de conservatieve Nationale Partij op 40% bleef steken.
In 2020 eindigde zijn tweede termijn en werd Vázquez alsnog opgevolgd door Lacalle Pou.

## Familie en overlijden
Vázquez was getrouwd met María Auxiliadora Delgado. Het echtpaar kreeg vier kinderen. María Delgado overleed  op 31 juli 2019. Enkele weken later werd bekend dat Vázquez longkanker had. Hij onderging met succes een behandeling en werd begin 2020 genezen verklaard. Maar in november 2020 bleek de kanker uitgezaaid te zijn naar zijn alvleesklier. Vázquez overleed op 6 december, bijna 81 jaar oud.